# Trichoniscoides machadoi
Trichoniscoides machadoi là một loài chân đều trong họ Trichoniscidae. Loài này được Vandel miêu tả khoa học năm 1945.